# Esogamia
L'esogamia (da eso- e gamia) è una regola matrimoniale per cui il coniuge deve essere scelto al di fuori di una cerchia matrimoniale, che può coincidere con parentela o clan, fratria, tribù, ecc. È quindi la regola opposta all'endogamia.
Ad esempio l'interdizione dell'incesto è una regola esogamica universalmente diffusa.
L'esogamia può assumere diversi aspetti: esogamia del sangue, riferita a ambedue i coniugi o a uno solo di essi; esogamia clanica, che vige per parentele acquisite per l'appartenenza a un medesimo gruppo totemico; esogamia di classe, per cui il matrimonio deve avvenire al di fuori della classe di appartenenza.
L'esogamia praticata dai tasmaniani, dai pigmei, dai fuegini e da altre popolazioni viene particolarmente esasperata nel rigido sistema a due classi degli australiani sudorientali, le quali a loro volta comprendono sezioni e sottosezioni (da 2 fino a 8): in essa un individuo maschio di una sezione di un clan è costretto a sposarsi con una particolare donna di una specifica sezione di altro clan.
Esiste anche una forma di esogamia locale che consiste in una esclusione limitata al luogo di residenza.
I termini "esogamia" ed "endogamia" furono introdotti dall'antropologo evoluzionista scozzese John F. McLennan nel 1865 e sono ancora oggi parte del repertorio lessicale dell'antropologia.